# Sarracenia leucophylla
Espèce
Classification phylogénétique
Répartition géographique
Statut de conservation UICN

 VU A1cd : Vulnérable
Statut CITES
Sarracenia leucophylla est une espèce de plantes à fleurs de la famille des Sarraceniaceae. C'est une plante carnivore qui pousse entre le sud-ouest de la Géorgie et le sud du Mississippi, étant la plus abondante dans la péninsule de Floride et à l’extrême sud de l’Alabama.
La description de la plante date de 1817, par S. Rafinesque. L'épithète spécifique vient du grec leuco « blanc » et phylla « feuille », par allusion à la coloration blanche du haut des urnes. Elle était anciennement connue sous le nom de Sarracenia drummondii.

## Description

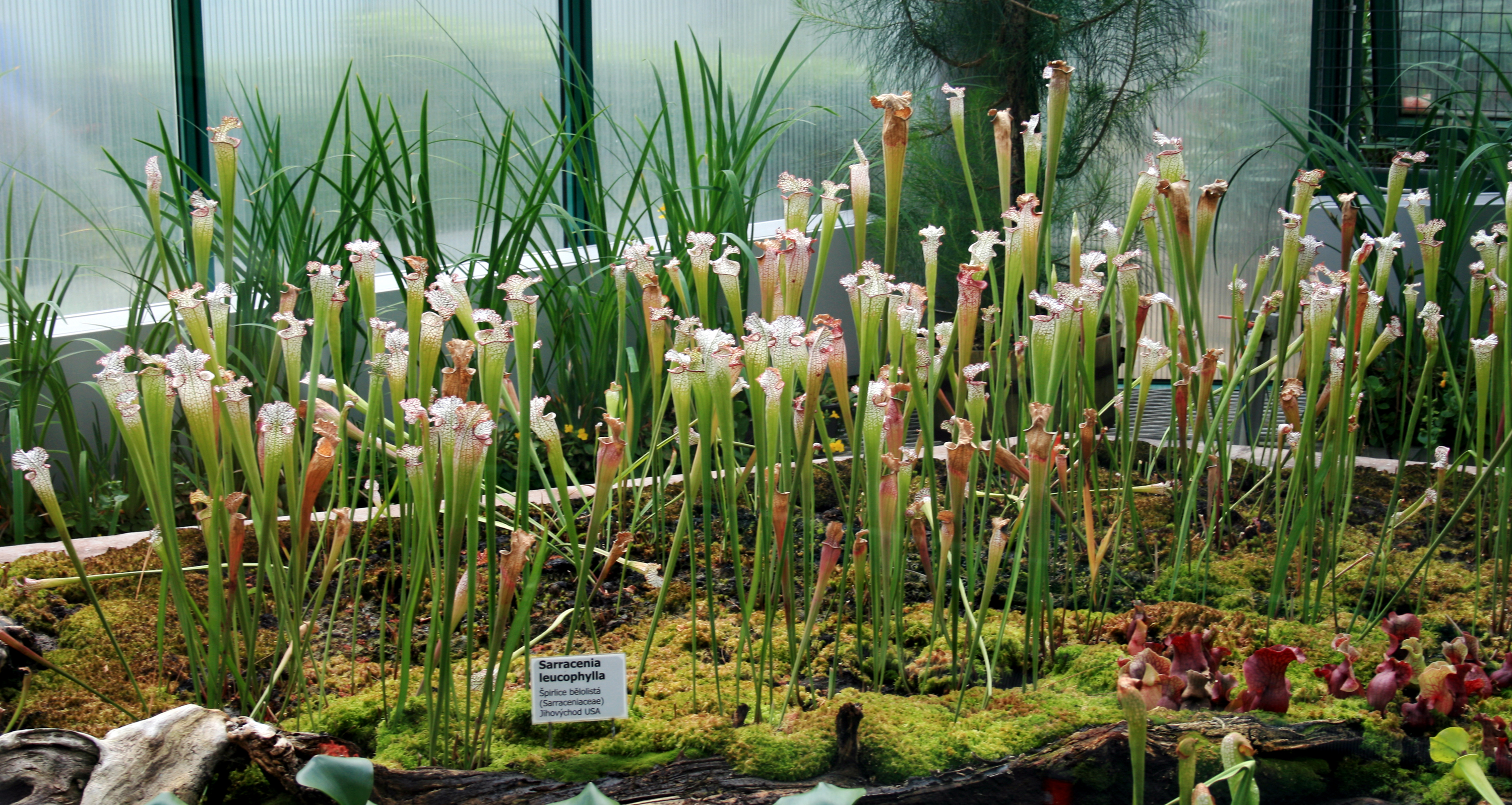
Sarracenia leucophylla dans une serre du jardin botanique de Liberec.

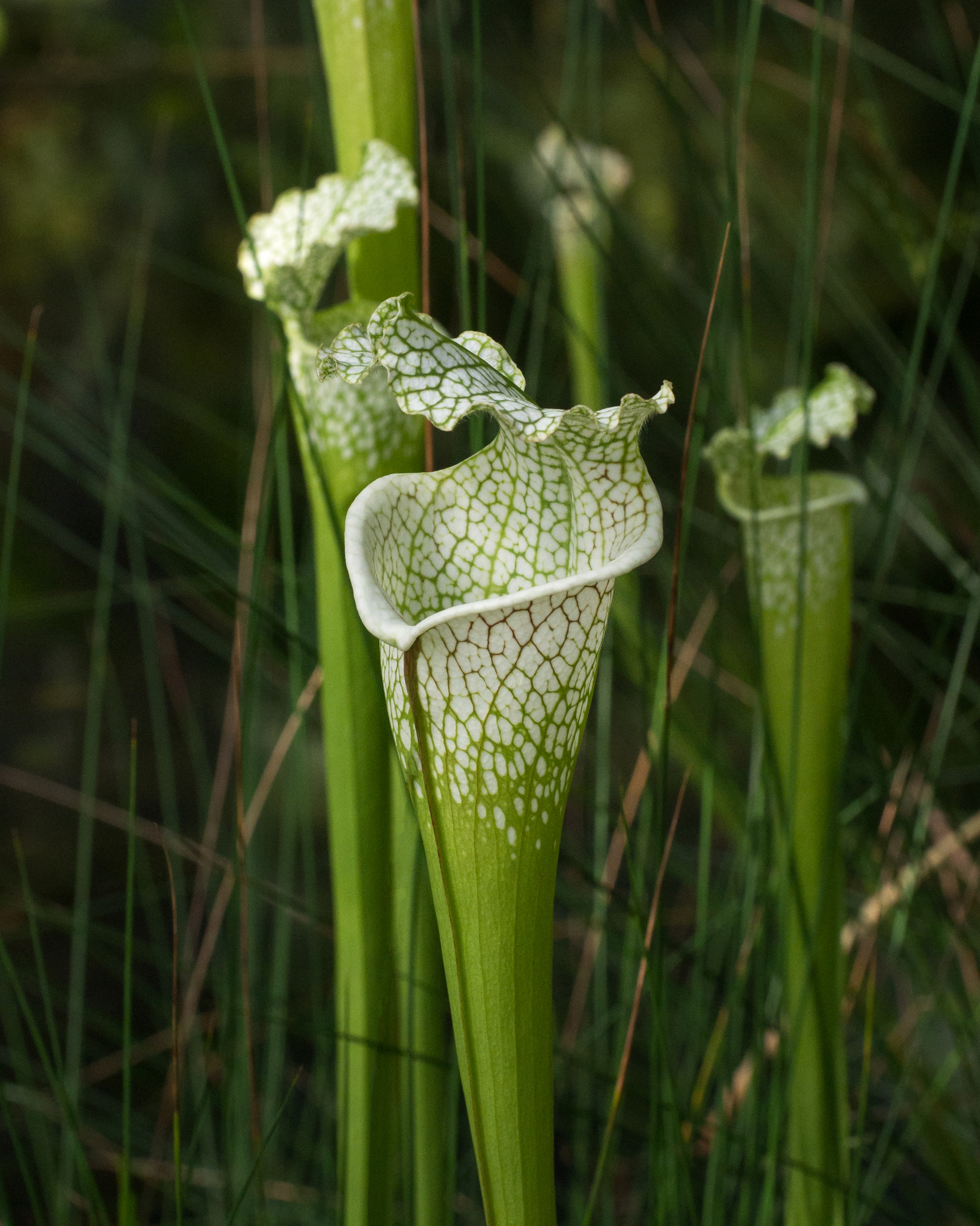
Urnes de sarracenia leucophylla dans le jardin botanique de Brooklyn.

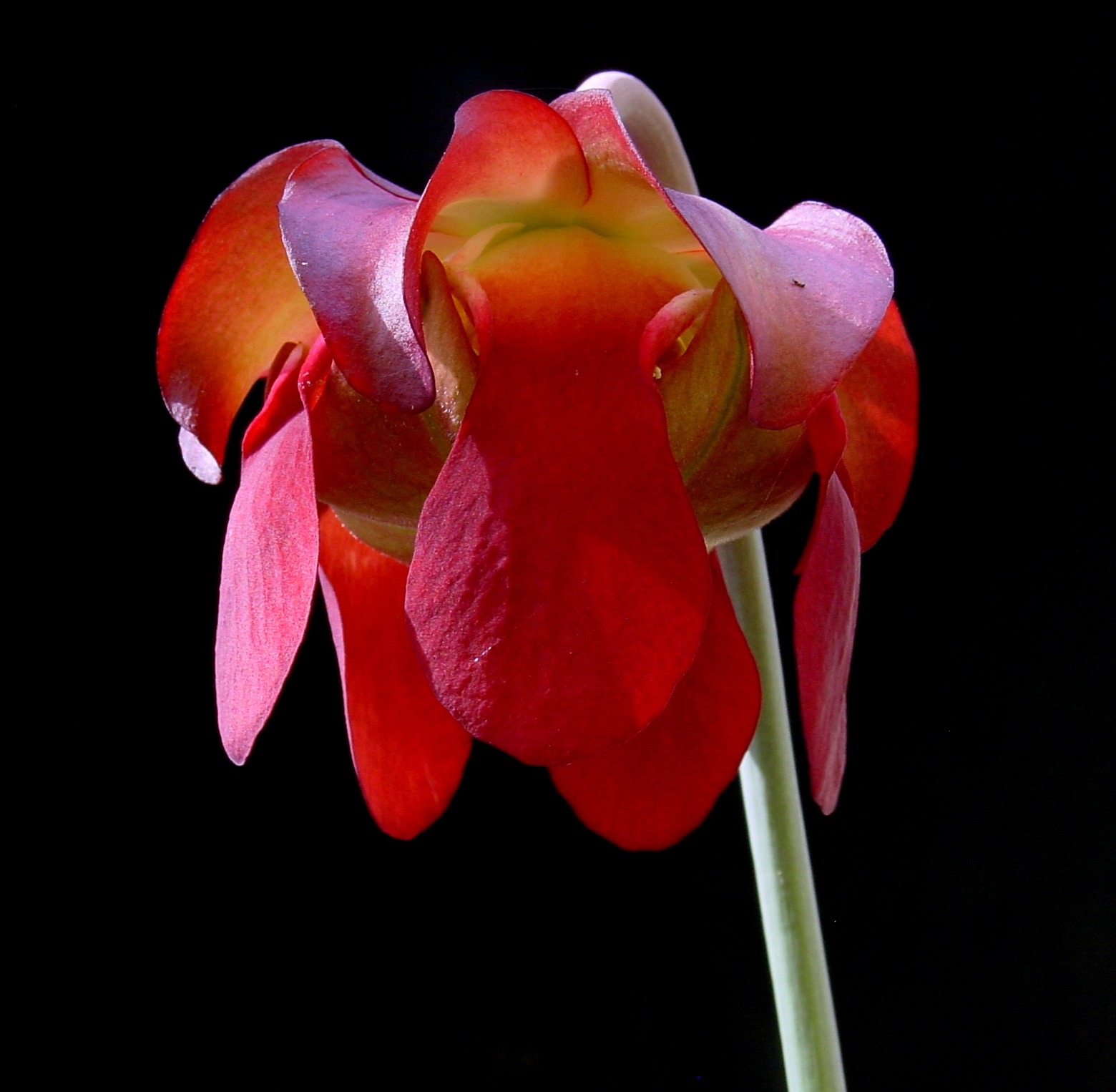
Fleur de sarracène leucophylla.

Plante vivace, terrestre, rhizomateuse, herbacée, dont il existe plusieurs formes. Sa taille varie entre 60 et 90 cm.
Feuilles : Le haut de l'urne ainsi que le capuchon sont blancs veinés de rouge. Il y a de grandes variations de couleur. Certaines urnes sont presque blanc pur très discrètement veinées d'un vert pâle, ce qui ferait penser à un dessin de mosaïque.
D'autres urnes sont veinées d'un rouge vif et teintées d'un dense pigment rouge nuancé de pourpre autour des parcelles blanches. L'urne est assez large à l'ouverture. Il semblerait que les plantes de couleur plus foncée soient les moins dilatées. Le couvercle est grand et large avec une bordure ondulée, le dessous est garni de longs poils. La colonne de l'urne est droite et bien formée.
Considéré par plusieurs comme le plus beau des sarracénies, les plantes sont assez variables. Dans certaines populations les veines peuvent être assez grossières, alors que chez d’autres elles apparaissent sous la forme d’une mince toile. Il existe des différences de couleur et de veines.
Ce qui explique le fait qu’on puisse donner aux plantes des surnoms pour les décrire, de « green and white » à « red and white », en passant par la forme type. Une variété « green and white » est une forme génétique qui ne possède aucun gène de coloration rouge, étant donné que les fleurs sont jaunes.
Sarracenia leucophylla crée généralement deux sortes d’urnes. La version printanière, avec des urnes plus fines, est la plus fragile des deux. Au début de l’été quelques phyllodes poussent. Mais l’espèce est véritablement au meilleur de sa forme à la fin de l’été et au début de l’automne. C’est alors qu’apparaissent les urnes robustes, en bonne forme jusqu’aux premières gelées, souvent fin décembre.
Fleurs : La fleur a des pétales rouge foncé et une délicate odeur, beaucoup plus agréable que chez Sarracenia flava. Les plantes à pigmentation foncée sont souvent plus remplies d'insectes que les plantes plus ternes.
Ceci ferait penser que la couleur a une grande importance dans la capture des proies. Les urnes sont très vite remplies comparées à certains autres Sarracenia. La floraison a lieu du début de mars à la fin d'avril.

## Culture
Il faudra prendre un pot assez grand 17 à 20 centimètres minimum si l'on veut voir des plantes atteindre une taille respectable. Le rempotage se fait à la fin de l'automne, en prenant toutes les précautions afin de ne pas abîmer les racines.
Si le rempotage s'effectue au printemps ou plus tard dans la saison, il y a un risque de voir apparaître, au lieu d'urnes bien formées, des feuilles plates comme une cosse de petits pois vide.
Substrat : 70 % de tourbe blonde + 20 % de sable + 10 % de vermiculite.
Température : Entre 5 et 15 °C l'hiver et de 20 à 40 °C l'été. On peut l'installer en tourbière extérieure, car elle résiste à des températures de −12 °C. Pour une tourbière extérieure, il faudra protéger les plantes du grand froid. Si elles sont exposées à des températures inférieures à moins 4 ou 5°, le redémarrage du printemps sera plus difficile (ou tardif).
Arrosage : Si la plante est en pot, celui-ci sera posé dans une soucoupe, avec environ deux centimètres d'eau, pendant toute la belle saison. Dès l'hiver, une bonne diminution de l'humidité sera nécessaire, sans toutefois laisser le compost se durcir et se dessécher par le manque d'eau. Une ambiance trop humide l'hiver favorise l'apparition de moisissures. Il faut fournir une aération supplémentaire et traiter à titre préventif avec un fongicide.
Exposition : Plein soleil. Le soleil est indispensable à la formation des urnes.
Parasite(s) et maladie(s) : Comme pour beaucoup de plantes, les pucerons sont souvent le parasite principal.

## Multiplication
Par semis : Les graines sont semées dès la récolte à l'automne ou placées dans le bas du réfrigérateur en attendant le printemps (février). Pour les semis, j'utilise des sorte de mini-serres (boîtes à gâteaux dans les supermarchés) remplies de trois centimètres de substrat.
Les graines sont ensuite placées une par une en surface. L'apparition des premiers germes peut parfois demander plusieurs mois. Comme toujours il ne faut jamais jeter un semis, même après une longue attente. Les plantules sont ensuite repiquées l'année suivante.
Par division de touffes : ce qui demande souvent le rempotage du pied mère.
Par division du rhizome : lorsque celui-ci a déjà atteint une bonne taille. Les morceaux de rhizome sont enduits sur un tiers de leur surface d'hormone de croissance et mis dans une mini-serre à l'étouffée. Attention: n'ouvrir la mini-serre que petit à petit lorsque la nouvelle pousse a atteint au moins deux centimètres.

## Observations
C'est une plante de grand gabarit, qui demande beaucoup de place pour la voir s'épanouir avec ses plus belles couleurs.
Plante relativement facile pour un débutant.